# Le Cardonnois
Le Cardonnois é uma comuna francesa na região administrativa de Altos da França, no departamento de Somme. Estende-se por uma área de 2,37 km². Em 2010 a comuna tinha 84 habitantes (densidade: 35,4 hab./km²).